# Улюблена торгова марка
Улю́блена торгова ма́рка (англ. lovemark) визначається як продукт, послуга чи організація, до яких відчуваєш «безсумнівну довіру» (англ. loyalty beyond reason).
У кожної людини в житті є багато таких улюблених торгових марок: ними можуть бути продукти, ресторани, місця відпочинку, музи́ки, радіостанції, телевізійні шоу, письменники, художники, спортивні команди чи породи собак. Лише деякі з організацій чи брендів можуть стати улюбленими торговими марками.
Улюблені торгові марки не просто подобаються — споживач безумовно любить їх, дбаєте про них, вони є основними пріоритетами у його житті. Улюблені торгові марки є чимось таємничим, чуттєвим та інтимним, тим, чим не є прості бренди. Коли споживач щось купує, він шукає саме свої улюблені торгові марки, не сприймаючи замінників.
Якщо потрібно, споживач пробачаєте своїй улюбленій марці. Причина того, що lovemarks викликають такі почуття це те, що більшість людей діють під дією емоцій, а не розуму.
Lovemarks насправді належать людям, які люблять їх, а не виробникам чи власникам, які мають номінальні права на них. Оскільки улюблені торгові марки викликають «безумовну довіру», це допомагає підтримувати зростання продажу товарів та виправдовує високу ціну.
Навіть кризовий час, коли, здавалося б, клієнти звертають особливу увагу на ціну товару та шукають дешевші замінники, не змінює ставлення до улюблених торгових марок: клієнти шукають цінність у товарі (англ. value), єдність різних характеристик (англ. integrity), їм потрібні не просто модні чи дешеві товари.
Lovemarks — це те, про що можна говорити з упевненістю (англ. certainty), вони представляють справжню цінність (англ. true value).
Реальність є такою, що навіть у найжорсткіші, найнелогічніші часи, в центрі діяльності компаній, які є власниками улюблених торгових марок (англ. The Lovemarks Company), має бути наповнення світу такими марками (англ. to fill the world with Lovemarks).
Методологія такого підходу розроблена компанією Saatchi & Saatchi.

## Посиланні
- Улюблені торгові марки. (англ.)